# 人名學
人名學（英語：anthroponymy，也作anthroponymics或anthroponomastics），與地名學同屬專有名詞學的範疇。
人名學研究人名的分類、來源歷史、型態改變、地理分佈、文化意涵等。早期的人名學以人名的來源和變化為主要研究對象，以語源學為基本工具，對語言學有所貢獻。因其對地理分佈、文化意涵的研究，也影響了歷史學、民俗學、人口學，甚至與心理學、社會學、法學都有關連。
人名学的子学科有：
- 名字
- 姓氏
- 种姓
- 母名（英语：matronym）
- 父名
- 亲从子名（英语：teknonymy）
- 乳名
- 别名
- 民族称呼
  - 當地地名
  - 外來地名